# Atopsyche cira
Atopsyche cira är en nattsländeart som först beskrevs av Martin E. Mosely 1949.  Atopsyche cira ingår i släktet Atopsyche och familjen Hydrobiosidae. Inga underarter finns listade i Catalogue of Life.